# Бём, Карлхайнц
Карлхайнц Бём (нем. Karlheinz Böhm; 16 марта 1928, Дармштадт — 29 мая 2014, Грёдиг) — австрийский актёр. Снялся в 45 фильмах и наиболее известен ролью императора Франца Иосифа в кинотрилогии «Сисси». Помимо австрийского гражданства с 2003 года имел почётное гражданство Эфиопии. Занимался благотворительностью, основал фонд «Люди для людей», оказывающий материальную поддержку неимущим в Эфиопии. Проживал в Грёдиге близ Зальцбурга.
Сын австрийского дирижёра, одного из лучших интерпретаторов немецкой музыки Карла Бёма.

## Биография

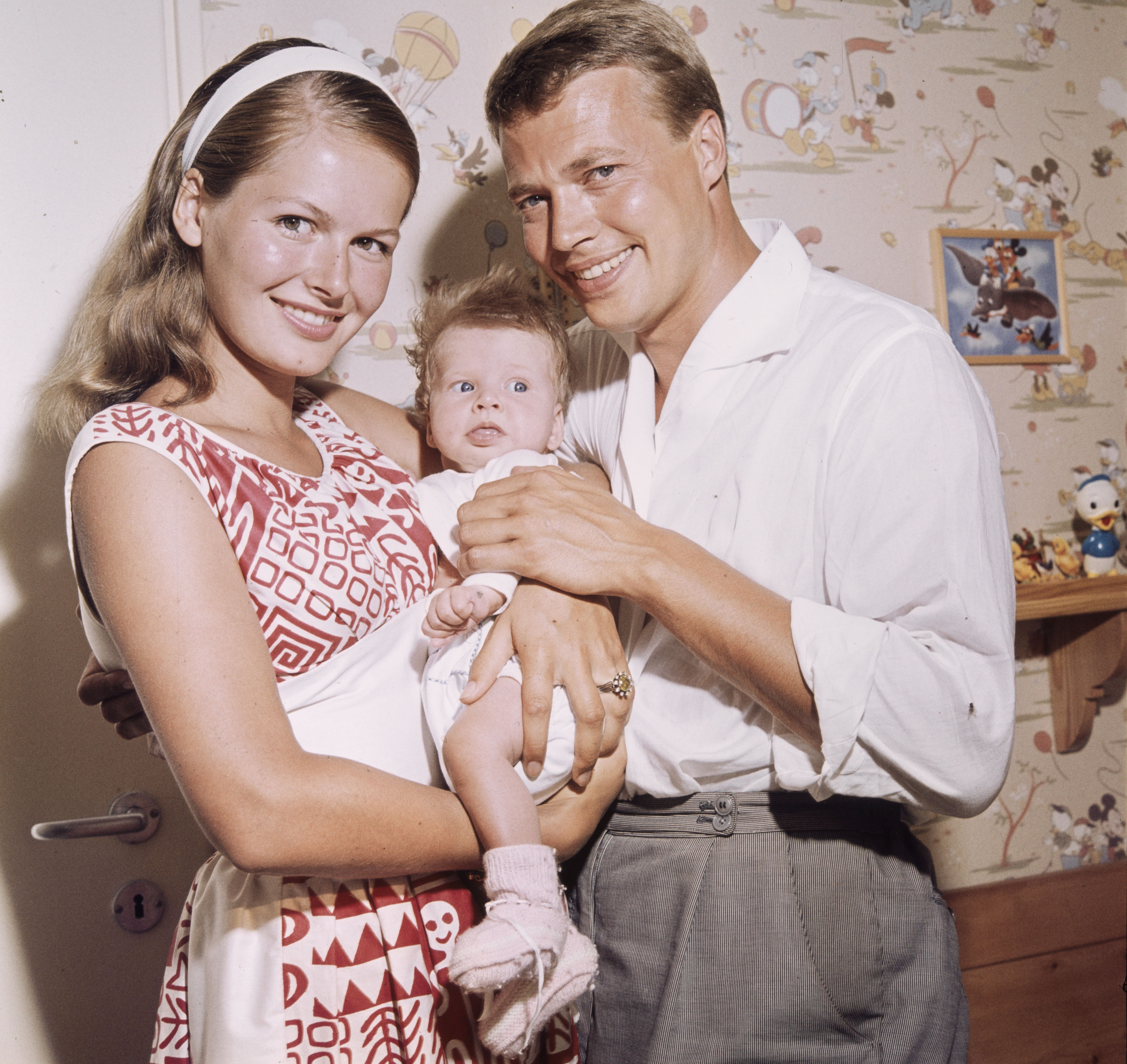
Карлхайнц Бём с женой и дочерью, 1959

Карлхайнц Бём — единственный ребёнок в семье дирижёра Карла Бёма и оперной певицы Теи Линхард . В 1946 году переехал с родителями в Грац. Карлхайнц хотел стать пианистом, но по настоянию отца изучал англистику и германистику, затем прервал обучение ради актёрской карьеры. В 1960 году снялся в роли серийного убийцы в неоднозначно воспринятом фильме Майкла Пауэлла «Подглядывающий». Бём заключил контракт с голливудской MGM, но не добился популярности и вернулся в Европу. В 1970-е годы успешно работал с Райнером Вернером Фасбиндером.
В браке с Элизабет Цоневой у Бёма родилась дочь. Второй супругой стала актриса Гудула Блау, с которой у Бёма родилось трое детей, в том числе актриса Кристина Бём. В третий раз Бём женился на Барбаре Ласс, в этом браке родилась актриса Катарина Бём. С 1991 года Карлхайнц Бём был женат на Алмац Бём, эксперте в области сельского хозяйства из Эфиопии, которая с 2008 года возглавляет мюнхенское отделение фонда «Люди для людей». У них двое детей. Старший внук Бёма Флориан также стал актёром.
Скончался 29 мая 2014 года в Грёдиге, похоронен в Зальцбурге на Городском муниципальном кладбище.

## Фильмография
- 1952: Alraune
- 1952: Der Weibertausch
- 1953: Salto Mortale
- 1954: Und ewig bleibt die Liebe
- 1955: Дуня / Dunja — Митя
- 1955: Сисси / Sissi
- 1956: Сисси — молодая императрица / Sissi — Die junge Kaiserin
- 1956: Die Ehe des Dr. med. Danwitz
- 1957: Сисси. Трудные годы императрицы / Sissi — Schicksalsjahre einer Kaiserin
- 1957: Das Schloß in Tirol
- 1957: Blaue Jungs
- 1958: Man müßte nochmal zwanzig sein
- 1959: La Paloma
- 1958: Das Dreimäderlhaus

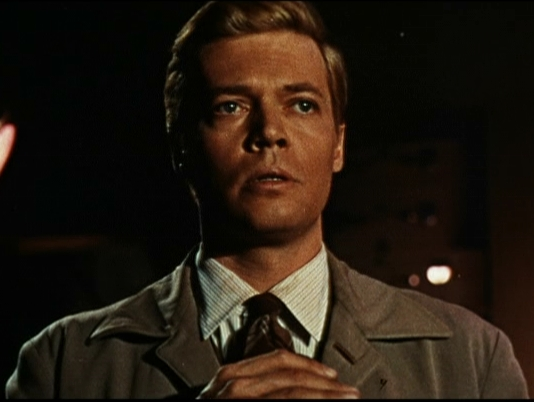
Кадр из фильма «Подглядывающий», 1960

- 1960: Подглядывающий / Peeping Tom
- 1960: Der Gauner und der liebe Gott
- 1962: Schicksals-Sinfonie
- 1962: Die wundervolle Welt der Brüder Grimm
- 1962: Четыре всадника Апокалипсиса / Die vier apokalyptischen Reiter
- 1963: Flieg mit mir ins Glück
- 1969: Новелла о снах — Traumnovelle
- 1973: Марта — Martha
- 1973: Schloß Hubertus
- 1974: Кулачное право свободы / Faustrecht der Freiheit
- 1974: Эффи Брист Фонтане / Fontane Effi Briest
- 1975: Вознесение матушки Кюстерс / Mutter Küsters Fahrt zum Himmel
- 1978: Место преступления / Tatort
- 1980: Ringstraßenpalais
- 2009: Oben

## Литература

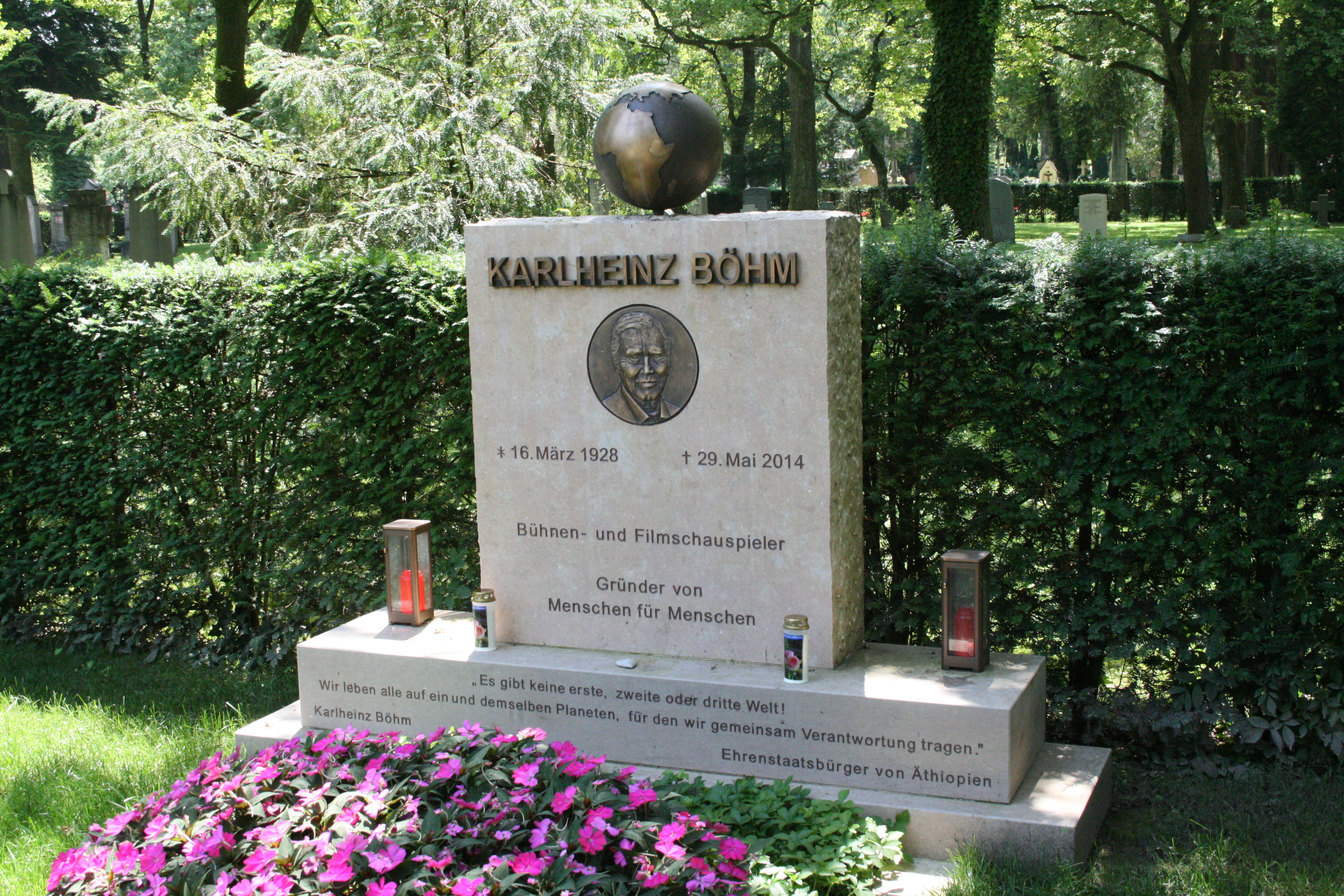
Могила Бёма на Муниципальном кладбище Зальцбурга